# Yvonne Naef
Pour les articles homonymes, voir Naef.
Yvonne Naef, née le 9 novembre 1957, est une cantatrice suisse mezzo-soprano, entre autres connue pour ses interprétations de Wagner.

## Biographie
Elle a étudié la musicologie et chanté à Zurich, Bâle et Mannheim. Parmi de nombreux participants, elle a été remarquée en 1987 au concours Maria Callas d’Athènes où elle a reçu un deuxième prix dans la catégorie chant d'oratorios.
Sa carrière a été marquée par des rôles à Saint-Gall et Wiesbaden, Rosina dans le Barbier de Séville, Adalgisa dans Norma, et aussi dans Carmen de Georges Bizet.

## Enregistrements
- Le Trouvère de Giuseppe Verdi avec interprète : Simone Kermes, Herbert Lippert ; Orchestre : The Orchestra of the Ludwigsburg Schlossfestsiele ; dir. Michael Hofstetter, Oehms Classics, 2011.
- Gürzenich Orchester live / Sinfoniekonzert, 2009.
- Messa da Requiem, Giuseppe Verdi, SWR Media; SCM-Verlag, 2009.
- Symphony 2, Gustav Mahler, Philadelphia Orchestra, dir. Christoph Eschenbach, avec Simona Saturova.
- Gurrelieder; Arnold Schönberg, Hänssler Classic, 2007.
- Rhapsody for alto, Johannes Brahms, 2003, dir. Hans Vonk, Netherlands Radio Symphony Orchestra & choir.
- Zaïde, Hector Berlioz, Klassik-Center Kassel, 2003.
- Weihnachts-Oratorium, Bach, Universal Music, 2000.
- Petite messe solennelle, Gioachino Rossini, Edel, 2000.
- Moses und Aron, Arnold Schönberg, Polygram, 1996.